# Église de la Bienheureuse-Vierge-Marie de Lija
L'église de la Bienheureuse-Vierge, également appelée Tal-Mirakli, est une église catholique située à Lija, à Malte, au lieu-dit de Tal-Mirakli.

## Historique
L'église, construite en 1664 et consacrée le 23 décembre 1787, est un sanctuaire très important pour les Maltais. La tradition veut que la statue vénérée dans l'église verse une larme quand un séisme frappe l'île.